# مهستی
خدیجه دَدِه‌بالا یا افتخار دَدِه‌بالا (۲۵ آبان ۱۳۲۵ – ۴ تیر ۱۳۸۶) که با نام هنری مهستی شناخته می‌شد، خوانندهٔ موسیقی سنتی و پاپ ایرانی بود. او در طول بیش از چهار دهه فعالیت بیش از ۲۰۰ ترانه اجرا کرد. مهستی دارای گسترهٔ صوتی متزوسوپرانو بود. او ابتدا توسط اکبر گلپایگانی کشف شد و در ۱۸ سالگی نیز با پرویز یاحقی آشنا شد و در سن ۲۰ سالگی اولین اجرای خود به نام «آنکه دلم را برده خدایا» (گل‌های رنگارنگ شماره ۴۲۰) را منتشر کرد که در مقام شوشتری اجرا شده بود.
وی کمی پیش از انقلاب ۱۳۵۷ از ایران خارج شد. ابتدا به لندن و سپس برای همیشه به ایالات متحده آمریکا رفت و تا زمان درگذشت در شهر سانتاروزا زندگی می‌کرد. بیشتر آثاری که او پس از انقلاب اجرا کرد در قالب ترانه‌های پاپ، سنتی و مردمی هستند. مهستی خواهر کوچک‌تر هایده، خوانندهٔ ایرانی بود.

## زندگی

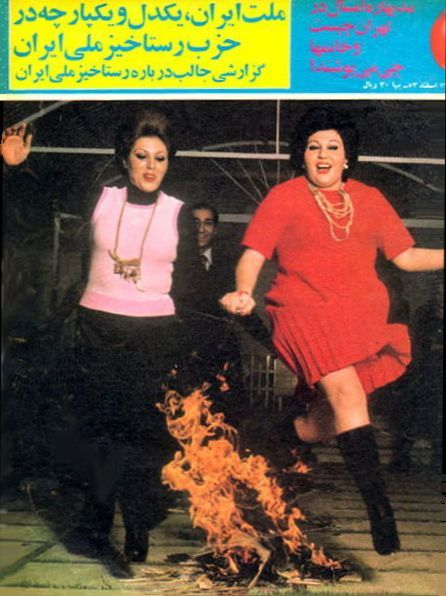
تصویر مهستی و هایده. در روز چهارشنبه‌سوری بر جلد مجلهٔ اطلاعات هفتگی

مهستی با نام اصلی خدیجه دده‌بالا یا افتخار دده‌بالا در ۲۵ آبان ۱۳۲۵ در تهران، خیابان ایران (خیابان عین‌الدوله)، زاده شد. پدر وی محمد دده‌بالا که متولد روستای دده‌بالا از توابع شهر تبریز بود و مادرش از ثروتمندان اهل رشت بود. او خواهر هایده، یکی از خوانندگان سرشناس ایرانی بود. پرویز یاحقی استعداد خوانندگی او را در نوجوانی کشف کرد. یاحقی صدای او را در یکی از نشست‌ها به‌طور اتفاقی می‌شنود و بسیار به صدایش علاقه‌مند می‌شود و وی را به خوانندگی و موسیقی تشویق می‌کند. اکبر گلپایگانی در مصاحبه‌ای عنوان می‌کند که هایده و مهستی را او آموزش داده و سپس به آهنگسازان معرفی کرده است. هایده از مهستی بزرگ‌تر بود اما مهستی به‌علت تجرد، زودتر از خواهر خود پا در وادی هنر گذاشت. وی نام هنری خود را از مهستی گنجوی شاعر معروف ایرانی برگرفت.
شروع کار مهستی در سن ۱۹ سالگی در برنامهٔ گل‌ها شمارهٔ ۴۲۰ و با خواندن ترانه‌ای به نام آن که دلم را برده خدایا ساختهٔ بیژن ترقی در سبک موسیقی سنتی ایرانی بود اما پس از طی زمان و همراه با گرایش عمومی برای موسیقی پاپ به‌خصوص در دوران پس از انقلاب ۱۳۵۷، آهنگ‌هایی نیز در این سبک اجرا نمود. نخستین کار وی در این زمینه ترانهٔ بچه نشو ای دل ساختهٔ جهانبخش پازوکی بود.
پیش از انقلاب، همسر نخست مهستی پس از مدتی زندگی با او، عاشق فیروزه خوانندهٔ کوچه‌بازاری شد و از مهستی جدا شد. مهستی علاقهٔ زیادی به همسرش داشت و با این رخداد بسیار غمگین شد و ترانه‌های بیا خونه، بازیچه و سرانجام دلقک را خطاب به کورس ناظمیان، همسر نخست خود خواند ولی پس از مدتی با همسر دومش ازدواج کرد.
مهستی دو بار ازدواج کرد و سرانجام هر دو ازدواج، جدایی بود. بعد از این دو جدایی تصمیم گرفت که تنها زندگی کند و با مادر خود در فرمانیهٔ تهران زندگی کرد. وی از ازدواج نخست با کورس ناظمیان صاحب دختری به نام سحر ناظمیان شد. ازدواج دوم او با بهرام سنندجی صاحب کارخانهٔ کفش بود. مهستی از تنها دختر خود یعنی سحر دو نوهٔ دختری به نام‌های ناتاشا و ناتالی داشت.
در سال ۲۰۰۵ میلادی، آکادمی جهانی هنر، ادبیات و رسانه از وی برای بیش از ۴۰ سال فعالیت در زمینهٔ موسیقی سنتی ایرانی و مردمی و پاپ ایرانی تقدیر به عمل آورد و به وی نشان شیر طلایی اهدا گردید.
از او با احتساب گل‌های رنگارنگ حدود چهل آلبوم برجای مانده است. مردمی بودن و شرکت در بسیاری از کارهای عام‌المنفعه و همچنین برخورد صمیمانهٔ وی با مردم در کنسرت‌ها باعث علاقهٔ زیاد مردم به وی بود که باعث شد نسل‌هایی که بعد از مرگ وی به‌دنیا آمده بودند تا به امروز، وی و ترانه‌های او را به‌خوبی بشناسند و از آن‌ها استقبال کنند.

## بیماری و مرگ

### دوران بیماری
مهستی تا حدود چهارسال بیماری خود را از اطلاع عموم مردم پنهان نگاه داشت؛ اگرچه تحت شیمی‌درمانی خفیف قرار گرفته بود. پزشکان به او هشدار داده بودند که در صورت مداوا با دوز بالاتر که مورد نیاز شرایط اوست، امکان ایجاد مشکل در صدایش وجود خواهد داشت. با این وجود، در نوروز ۱۳۸۶ بعد از چندین روز اجرای برنامه در کنسرتی که به‌همراه ستار و گلپا قرار بود در دبی انجام دهد به‌علت ظهور مجدد علائم بیماری و وخامت حال عمومی از اجرای کنسرت بازماند. وی به سرعت به لس آنجلس بازگشت و در برنامه‌ای تلویزیونی با اجرای نادره سالارپور (برادرزادهٔ خود)، به‌همراه دختر و نوه‌های خود و پزشک خانوادگی شرکت کرد و اعلام کرد که به بیماری سرطان مبتلا است و باید پرتودرمانی شود. به همین دلیل پس از انجام مداوا به‌همراه دخترش به شمال کالیفرنیا رفت و در مجهزترین بیمارستان سانتا روزا که متعلق به همسر سحر بود بستری گردید.

### مرگ

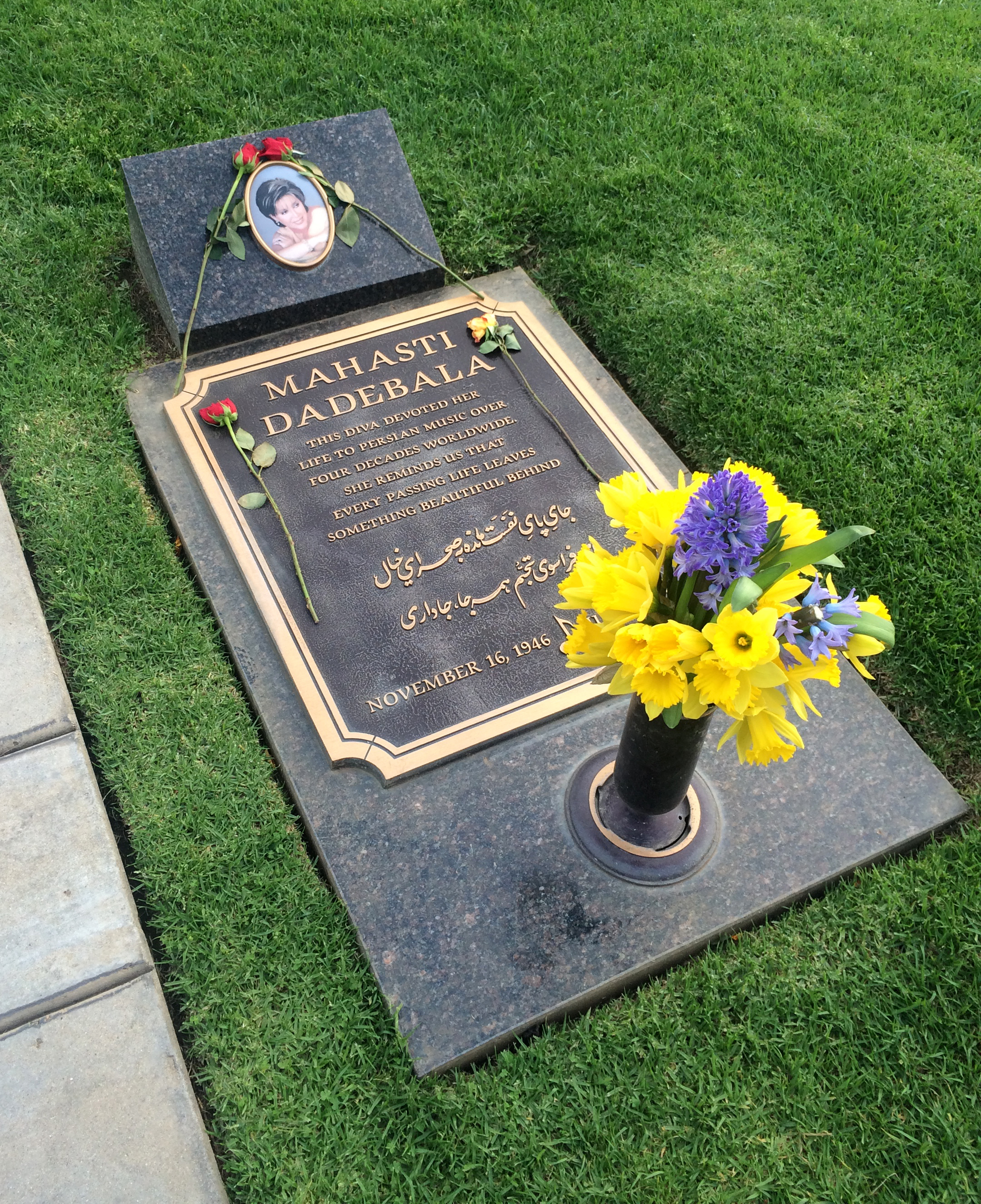
آرامگاه مهستی، گورستان وست‌وود در لس آنجلس

مهستی پس از انتشار آلبوم موفق از خدا خواسته در حالی که مشغول تهیهٔ آلبوم دیگری با همکاری شادمهر عقیلی بود، پس از چهارسال بیماری سرطان رودهٔ بزرگ در سانتا روزا، کالیفرنیا در ساعت ۷:۵۲ صبح روز دوشنبه ۴ تیر ۱۳۸۶ در سن ۶۰ سالگی در حالت کما درگذشت.
پیکر مهستی پس از انتقال از شمال کالیفرنیا، در ساعت ۱۲:۳۰ روز جمعه، ۸ تیر ۱۳۸۶ در گورستان وست‌وود در لس آنجلس به خاک سپرده شد. هزاران نفر از جمله خوانندگان و بازیگران برجستهٔ ایرانی مقیم خارج از کشور و همچنین جمشید دلشاد، نخستین شهردار ایرانی در ایالت کالیفرنیا و بیژن پاکزاد از طراحان معروف ایرانی مقیم آمریکا در مراسم خاکسپاری مهستی شرکت کردند.
بعد از فوت وی، ۴ خوانندهٔ خانم ایرانی، لیلا فروهر، سپیده، هنگامه و هلن به درخواست شبکهٔ تپش، آهنگی برای یادبود مهستی به نام «به‌یاد مهستی» را اجرا کردند. این ترانه ابتدا قرار بود به عنوان هدیه‌ای به مهستی تقدیم شود اما پس از درگذشت او منتشر شد.

## آلبوم‌شناسی

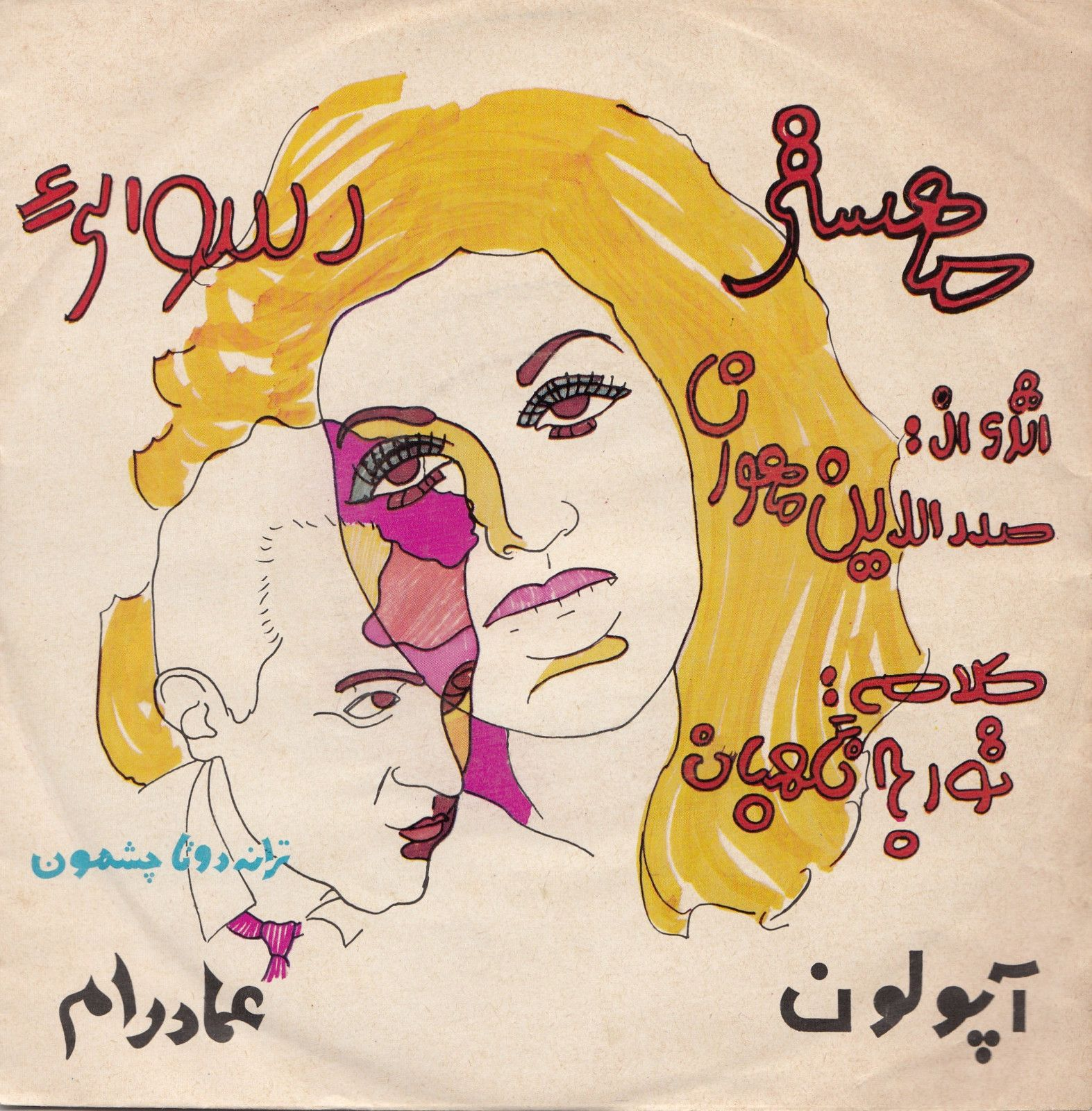
در کنار عماد رام، روی جلد صفحه گرامافون «دوتا چشمون» و «رسوایی»

مهستی با تعداد بسیاری از آهنگسازان ایرانی در سبک‌های گوناگون، از پرویز یاحقی و اسدالله ملک گرفته تا انوشیروان روحانی، صادق نوجوکی، محمد حیدری، حسن شماعی‌زاده، منوچهر چشم‌آذر و مهرداد آسمانی، شادمهر عقیلی و با ترانه‌سرایانی چون بیژن ترقی، تورج نگهبان، لیلا کسری، هما میرافشار، همایون هوشیارنژاد، ژاکلین، شهیار قنبری و اردلان سرفراز همکاری داشت. بیشتر کارهای او (در حدود ۶۰ اثر) از جهانبخش پازوکی است.
در اواخر عمر و در آلبوم آخرش از خدا خواسته، با شادمهر عقیلی (آهنگساز و تنظیم‌کننده) و مریم حیدرزاده (ترانه‌سرا) همکاری کرد.
مهستی در بسیاری از فیلم‌های ایرانی پیش از انقلاب به‌جای هنرپیشهٔ نقش اول فیلم‌ها خوانده است. از جملهٔ این ترانه‌ها و فیلم‌ها می‌توان به ترانه‌های چرا در فیلم ببر مازندران، جمجمک و چشمان آهو در فیلم شیرین و فرهاد، بر آسمان نوشته و نخستین عشق در فیلم شکوه قهرمان، یاد او و بی‌تو چه کنم در فیلم نسل شجاعان، پشیمان به‌همراه ایرج در فیلم شهر هرت، خدایا چه کردم در فیلم قاتلین هم می‌گریند، یادم میاد در فیلم مرغ تخم‌طلا و ژانویه در فیلم ماجرای شب ژانویه اشاره کرد.
شادمهر عقیلی در سال ۱۴۰۲ ترانهٔ‌ای را به‌نام تماشا با صدا و آهنگسازی خود منتشر کرد و اینگونه عنوان کرد که این ترانه از کارهایی بوده که برای مهستی ساخته بوده است، اما به‌دلیل بیماری و فوت زود هنگام او به مرحله ضبط نرسید، کمی بعد از انتشار این ترانه به‌وسیله استفاده از فناوری هوش مصنوعی این ترانه با صدای مهستی پخش شد.
در فهرست زیر نام آلبوم‌های مهستی به ترتیب حروف الفبا آمده است:
- آشفته (۱۳۷۲)
- آوازک (۱۳۷۸)
- اسیر (۱۳۷۱)
- اوج صدا (با همراهی هایده)
- از خدا خواسته (۱۳۸۴)
- بزم (آواز دلدادگان)
- بزم بهار (با همراهی ستار)
- بیگانه (۱۳۷۳)
- بی‌نوا دل
- ترانهٔ سال (با همراهی معین و هایده)
- تقدیر (۱۳۷۶) (با همراهی گلپا)
- تو بزن تا من برقصم (۱۳۵۶)
- حقیقت (با همراهی ستار)
- دلداده (۱۳۸۰)
- سراب عشق (۱۳۵۷)
- سپیده‌دم (۱۳۶۰)
- ضیافت (۱۳۷۰) (با همراهی ستار و فرامرز آصف)
- قسم (۱۳۷۸)
- گل گندم (۱۳۷۴) (با همراهی ستار)
- گل امید (۱۳۷۲)
- گل‌های رنگارنگ
- همیشه عاشق (۱۳۷۸)
- همیشه سبز (۱۳۸۲)
- هوای یار
- هوای عاشقی (۱۳۷۷)
- لبخند (با همراهی شهرام صولتی)
- مستی (۱۳۷۱)
- مهمان (با همراهی هایده)
- موج (۱۳۷۲)
- مسافر (۱۳۷۰)
- نامه (۱۳۷۳)

## نگارخانه

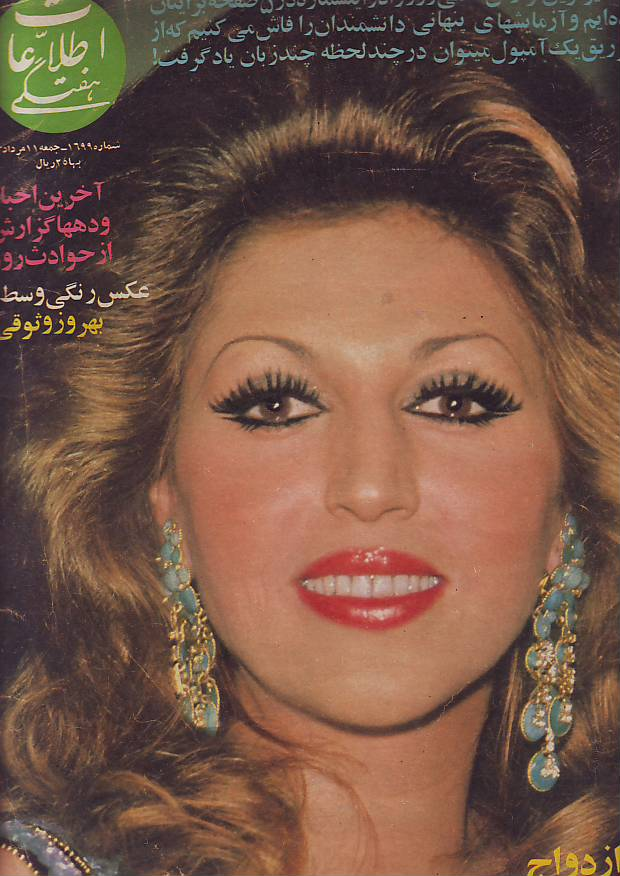
«تصویر مهستی بر جلد مجلهٔ «اطلاعات هفتگی» شمارهٔ ۱۶۹۹ مرداد ۱۳۵۳»
«چهرهٔ مهستی بر جلد مجلهٔ تپش؛ عکس از «سعید نوشین‌فر»، حدود دو ماه پیش از مرگ مهستی: «شاه‌ماهی به دیدار بانوی آواز می‌رود…»

## یادداشت
1. 1 2  نام اصلی او در منابعی خدیجه[۲] و در برخی دیگر افتخار[۳][۴] نوشته شده است.